# USS Kearsarge (CV-33)
USS Kearsarge (CV/CVA/CVS-33) fue un portaaviones clase Essex de la Armada de los Estados Unidos, el tercer buque de la Armada en llevar este nombre en honor a una balandra de guerra de la era de la Guerra Civil. El Kearsarge fue asignado en marzo de 1946. Fue modernizado en la década de 1950 como portaaviones de ataque (CVA), sirvió en el guerra de Corea, por la que recibió dos estrellas de combate. A finales de 1950 fue modificado de nuevo para convertirlo en portaaviones antisubmarino (CVS). El Kearsarge fue el buque de rescate para los dos últimos misiones espaciales tripuladas del proyecto Mercury en 1962 y 1963. Terminó su carrera sirviendo en la Guerra de Vietnam donde ganó cinco estrellas de combate. Fue dado de baja en 1970 y vendido como chatarra en 1974.

## Construcción y primeros años de servicio
El Kearsarge fue uno de los portaaviones Essex de "casco largo". La quilla fue puesta en grada el 1 de marzo de 1944 en el astillero de Brooklyn, Nueva York, fue botado el 4 de mayo de 1945 amadrinado por la esposa de Aubrey W. Fitch, siendo asignado el 2 de marzo de 1946 con el capitán Francis J. McKenna al mando.
Arribó a su puerto base de Norfolk, Virginia el 21 de abril de 1946, el siguiente año participó en operaciones de formación a lo largo de la costa este y el Caribe. Dejó Norfolk el 7 de junio de 1947 para un crucero de entrenamiento de guardiamarinas en el Reino Unido.

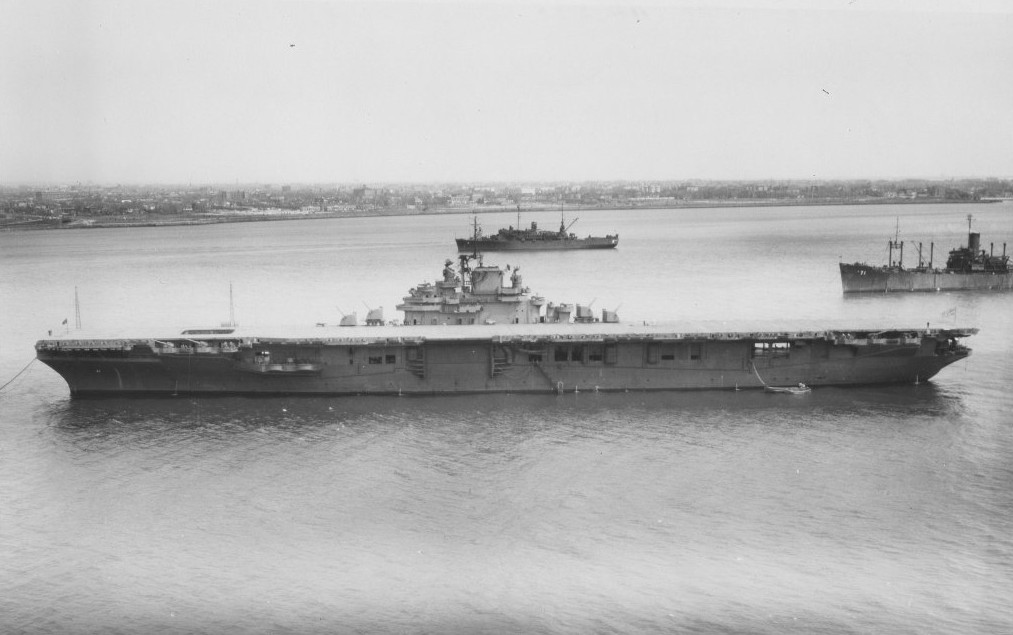
USS Kearsarge el 13 de abril de 1946.

A su regreso a los Estados Unidos en agosto, el portaaviones participó en maniobras durante 10 meses, antes de partir a Hampton Roads el 1 de junio de 1948 para servir con la Sexta Flota. Durante su gira en el Mediterráneo, las unidades de la Sexta Flota fueron puestas en estado de alerta para garantizar la paz en el Oriente Medio. El Kearsarge regresó a Quonset Point, Rhode Island el 2 de octubre y operó a lo largo de la costa del Atlántica y el Caribe hasta el 27 de enero de 1950, cuando navegó para la costa oeste. El portaaviones arribó a Puget Sound Navy Yard el 23 de febrero y fue puesto fuera de servicio el 16 de junio de 1950 para la revisión y modernización SCB-27A que le permitiría manejar nuevos aviones a reacción.

## Guerra de Corea
El Kearsarge fue reasignado el 15 de febrero de 1952 con el capitán Louis B. French al mando. Tras su primera travesía, el portaaviones dejó San Diego el 11 de agosto para un entrenamiento de vuelo intensivo en las islas hawaianas. Tras finalizar su preparación navegó al Lejano Oriente para participar en misiones de combate en la guerra de Corea. Al llegar a Yokosuka el 8 de septiembre, el Kearsarge se unió a la Task Force 77 frente a la costa este de Corea seis días después.  Por los siguientes cinco meses, sus aviones hicieron cerca de 6000 incursiones contra las fuerzas de Corea del Norte, infligiendo daño considerable en las posiciones enemigas. Completó su gira a finales de febrero de 1953, regresando a su puerto base en San Diego el 17 de marzo.  Mientras servía en Corea su clasificación fue cambiada a CVA-33.

## Proyecto Mercury
El Kearsarge partió de Long Beach, California el 1 de agosto de 1962 para servir como buque de recuperación tras el amerizaje del vuelo espacial orbital del astronauta Walter Schirra, durante el proyecto Mercury.  El 3 de octubre, después de un vuelo sin defectos, el portaaviones jugó su papel en la era espacial recuperando a Schirra y su cápsula espacial, Sigma 7 y devolviéndolo a Honolulu para su vuelo de regreso al continente.
El Kearsarge reanudó sus ejercicios de entrenamiento, continuando éstos durante seis meses antes de su llegada a Pearl Harbor el 29 de abril de 1963 para retomar una vez más su participación en el programa espacial. El portaaviones repitió su recuperación del amerizaje anterior, recuperando al astronauta Gordon Cooper el 16 de mayo de 1963 después de orbitar la Tierra 22 veces en su cápsula Faith 7.

## Vietnam

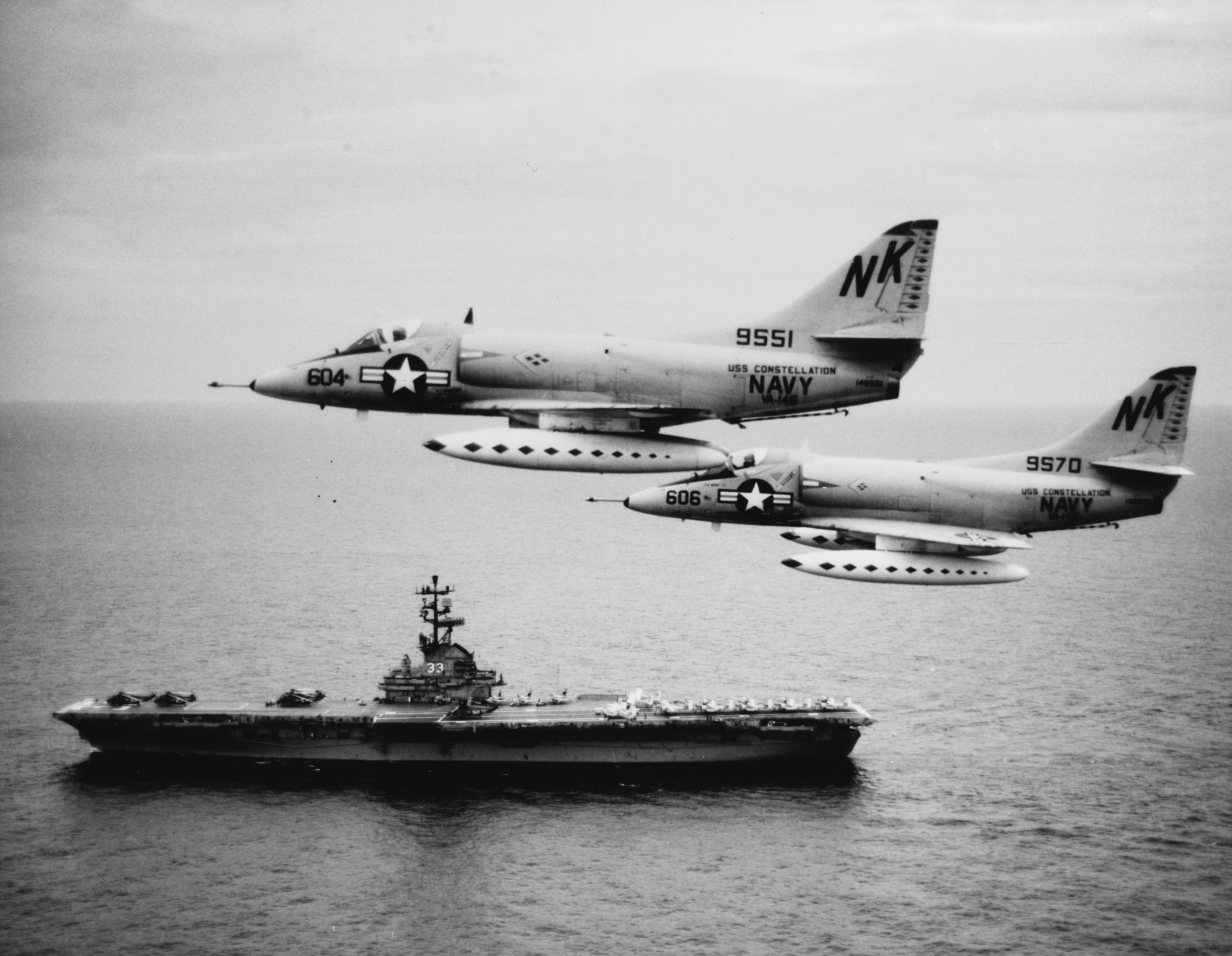
El Kearsarge el 12 de agosto de 1964 frente a las costas de Vietnam

Transportó al héroe espacial a Pearl Harbor y el 4 de junio partió en su octava travesía hacia el Lejano Oriente. Las operaciones con la Séptima Flota incluían mantener vigilancia por la inestabilidad en el sudeste de Asia. El Kearsarge regresó a Long Beach el 3 de diciembre para ejercicios de entrenamiento en las costas de California.
El 19 de junio de 1964 fue desplegado en su novena travesía al Lejano Oriente. Al llegar a Yokosuka el 30 de julio, el Kearsarge fue enviado al mar de China Meridional, a raíz del ataque de la patrullera norvietnamita contra destructores estadounidenses en el golfo de Tonkín. Mientras los aviones de la Marina destruían depósitos de abastecimiento de petróleo en Vietnam del Norte, el Kearsarge brindó protección antisubmarina a la Séptima Flota. La acción estadounidense persuadió a los norvietnamitas en retrasar sus objetivos y el  Kearsarge  regresó a Long Beach el 16 de diciembre.
Partió hacia el Lejano Oriente el 9 de junio de 1966.  Navegando a través de Hawái y Japón, llegó a Yankee Station el 8 de agosto y operó en las costas de Vietnam hasta el 24 de octubre. Al día siguiente se dirigió al área de Kuala Lumpur, anclando en el estrecho de Malaca en el día 30. Regresó a través de Subic Bay a Yankee Station el 5 de noviembre y operó allí hasta el 23. Al día siguiente, inició su viaje de regreso a casa vía Hong Kong y Japón, arrando a San Diego el 20 de diciembre. Operó en la costa oeste hasta salir de San Diego el 18 de agosto y llegó a Pearl Harbor 10 días después para prepararse para acciones futuras.
Debido a la reducción general de la flota a finales de 1960 y principios de 1970, el Kearsarge fue dado de baja el 13 de febrero de 1970. Después de tres años en la flota de reserva, fue borrado del registro naval en mayo de 1973 y vendido para desguace en febrero de 1974.